# Abwehrgruppe-113
Abwehrgruppe-113 – oddział rozpoznawczo-wywiadowczy Abwehry podczas II wojny światowej
Grupa podlegała Abwehrkommando-3. Operowała na okupowanej Białorusi w pasie działań niemieckiej 3 Armii Pancernej gen. Georga-Hansa Reinhardta. Na jej czele do jesieni 1941 r. stał płk Sobieral, a następnie płk Hirschlan. Agentura była werbowana spośród jeńców wojennych z Armii Czerwonej osadzonych w obozach na Białorusi i północnej części Rosji. Agenci byli wykorzystywani na okupowanych terenach ZSRR, a także byli przerzucani przez linię frontu. Odbywało się to pieszo lub samolotami grupy lotniczej kpt. Heidricha. Jedna z placówek wywiadowczych Abwehrgruppe składała się z estońskich kolaborantów na czele z Sonderführerem Meriste Agu, prowadząc działania przeciwko oddziałom wojskowym Armii Czerwonej złożonym z Estończyków. W I poł. 1944 r. Abwehrgruppe działała na okupowanej Litwie, po czym wycofała się do Prus Wschodnich, gdzie została rozwiązana.